# Stampo progressivo
Lo stampo progressivo (stampaggio particolari metallici) è uno stampo costruito per ottenere il profilo di un prodotto con fasi successive. Ovvero trattasi di un attrezzo per la trasformazione della lamiera piana in un prodotto con forme ben definite. Questa trasformazione avviene mediante operazioni di taglio (tranciatura), di foratura, di piegatura o qual si voglia deformazione fattibile su materiali metallici laminati (acciaio, ferro, rame, ottone, alluminio) eseguite in stazioni successive.
Lo stampo non è un mezzo autonomo, per il suo funzionamento deve essere collocato su di una pressa (macchina generica in grado di esercitare una forza). A bordo della pressa andrà inserito un alimentatore il cui compito è di far avanzare il nastro (Coil) di una stazione ad ogni colpo di pressa.